# ليلينستيرنوس
الليلينستيرنوس (الاسم العلمي: Liliensternus) نسبة إلى («هوغو رول فون ليلينستيرن Hugo Ruhle von Lilienstern»)، وهي جنس من ديناصورات وحشيات الأرجل الحديثة القاعدية عاش منذ 210 مليون سنة تقريبا خلال الجزء الأخير من العصر الثلاثي في ألمانيا. حجمها متوسطة، ثنائيات الحركة، آكلة اللحوم، يصل طولها إلى 5.15 م. وهي أفضل ما يمثل وحشيات الأرجل للعصر الثلاثي من أوروبا، واحد أكبر المعروفات.